# 紀北広域連合
紀北広域連合（きほくこういきれんごう）は、三重県紀北地域の1市1町で組織される広域連合である。

## 概要
- 加入自治体：尾鷲市、北牟婁郡紀北町
- 人口27,043人、面積449.26km²、人口密度60.2人/km²。（2025年7月1日、推計人口）
- 連合事務所：三重県北牟婁郡紀北町船津881-3（介護保険センター内）
- 連合長：尾上壽一・紀北町長
- 連合議会：定数12人（各市町6人ずつ）[1]

## 沿革
- 1972年（昭和47年）10月01日 - 一部事務組合である尾鷲地区広域行政事務組合を設立[2]。
- 1999年（平成11年）04月01日 - 紀北広域連合を設立[3]。
- 2000年（平成12年）03月01日 - 紀北広域連合介護保険センターを設置[2]。
- 2003年（平成15年）03月28日 - 紀北作業所向井分場が完成[2]。
- 2007年（平成19年）04月01日[4] - 尾鷲地区広域行政事務組合と紀北広域連合を統合[5]、紀北広域連合が存続する[6]。負担金見直しが主な目的[5]。

## 主な事業
介護事業以外は尾鷲地区広域行政事務組合から引き継いだものである。
- 紀北作業所 - 知的障害を持つ人の通所作業施設。本所（紀北町上里275-2）と向井分場（尾鷲市向井町）がある。三重県立熊野古道センターの清掃活動、さをり織り・木工品製作のほか、企業からの依頼を受けて作業を行うこともある[7]。三重県立相可高等学校の生徒が運営する三重県多気郡多気町のレストラン・まごの店で使われている食器やベンチは紀北作業所で製作されたものである[8]。
- 視聴覚ライブラリー[9]
- 保健パトロールカー[9]
- 介護事業 - 要介護認定や、介護保険センター、金塚ホーム（グループホーム）の運営も行う。
- 広域市町村圏計画の策定[9]